# Prosopocoilus lafertei
Prosopocoilus lafertei es una especie de coleóptero de la familia Lucanidae. Presenta las siguientes subespecies:
- Prosopocoilus lafertei hasterti
- Prosopocoilus lafertei lafertei
- Prosopocoilus lafertei moineri

## Distribución geográfica
Habita en las islas Vanuatu y Nueva Caledonia.